# Saša Peršon
Saša Peršon est un footballeur international yougoslave puis croate, né le 28 février 1965 à Rijeka. Il évoluait au poste de défenseur central.

## Biographie

### En club
Saša Peršon joue en Yougoslavie, en Croatie, et en France.
Il dispute un total de 234 matchs en championnat, inscrivant un but. Il joue 19 matchs en Division 1 avec le club français de l'AS Cannes.
Il remporte avec le club d'Hajduk Split deux titres de champion de Croatie, et deux Coupes de Croatie.
Participant aux compétitions européennes, il dispute huit matchs en Ligue des champions, et trois en Coupe de l'UEFA. Avec l'équipe d'Hajduk Split, il est quart de finaliste de la Ligue des champions en 1995, en étant battu par l'Ajax Amsterdam.

### En équipe nationale
Saša Peršon reçoit deux sélections en équipe de Yougoslavie en 1990. Il joue son premier match le 17 octobre 1990, en amical contre les États-Unis (victoire 2-1 à Zagreb). Il joue son deuxième match le 22 décembre 1990, en amical contre la Roumanie (victoire 2-0 à Rijeka).
Il joue également un match avec l'équipe de Croatie, le 25 juin 1993, en amical contre l'Ukraine (victoire 3-1 à Zagreb).

## Palmarès
- Hajduk Split
  - Champion de Croatie en 1994 et 1995
  - Vainqueur de la Coupe de Croatie en 1993 et 1995
  - Vainqueur de la Supercoupe de Croatie en 1993 et 1994